# Rolf Witting

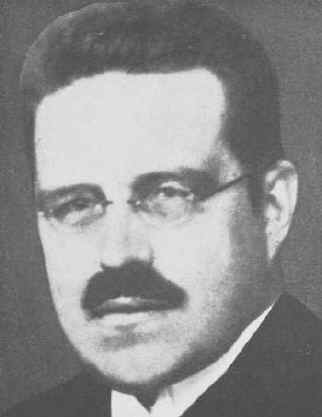
Rolf Witting

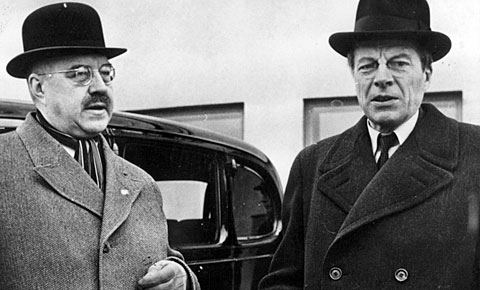
Witting met de Zweedse politicus Christian Günther (1941)

Rolf Johan Witting (Vyborg, 30 september 1879 - Porvoon maalaiskunta, 11 oktober 1944) was een Fins oceanograaf en politicus.
De Zweedstalige Fin Rolf Witting was oceanograaf van beroep, een wetenschap die de oceanen bestudeert, en dan met name de zeestromen. Van 1918 tot 1936 was hij de eerste directeur van het Finse Instituut voor Oceanologie.
Witting was ook lid van de Zweedse Volkspartij (SFP), een partij die zich inzette voor het behoud van de Zweedse taal in Finland. Witting was een uiterst rechts politicus met een grote bewondering voor de Duitse cultuur en wetenschappers. Daarnaast verachtte hij de sociaaldemocratie, het parlementaire stelsel en de democratie. Dit verklaarde ook zijn minachting van de Scandinavische staten waar veelal sociaaldemocraten aan de macht waren en waar men een vergevorderde democratie kende. Hij zag Hitler als de man die Duitsland redde van het communisme en de sociaaldemocratie. In Finland voelde hij sympathie voor de semi-fascistische Lapua-beweging, en later de Finse Patriottische Volksbeweging.
In de periode 1926 tot 1943 maakte Witting deel uit van vier verschillende kabinetten. Van 1934 tot 1936 was hij onderminister van Buitenlandse Zaken.
In 1940 werd hij door premier Risto Heikki Ryti benoemd tot minister van Buitenlandse Zaken. In eerste instantie moest hij vooral met de Sovjet-Unie samenwerken in het kader van het vredesverdrag van Moskou dat Finland na de Winteroorlog met de Sovjet-Unie moest sluiten. Later leidde hij geheime gesprekken met afgevaardigden en diplomaten van nazi-Duitsland en Zweden die uiteindelijk leidden tot een geheim verdrag met nazi-Duitsland.
Toen Finland in 1941 met Duitsland ten strijde trok tegen de Sovjet-Unie om de in 1939/40 verloren gegane gebieden ter heroveren, was Witting een van de belangrijkste minister in het kabinet die de nieuwe Vervolgoorlog tegen de USSR van harte steunde.
Witting genoot met zijn anti-Britse en anti-Scandinavische politiek de steun van een groot deel van de Finse bevolking, dat hevig teleurgesteld was in met name Zweden, Frankrijk en Groot-Brittannië, omdat die landen - in de ogen van veel Finnen - te weinig voor Finland hadden gedaan tijdens de Winteroorlog. Finlands toenadering tot Duitsland werd gezien als logisch, evenals de gezamenlijke strijd tegen de "bolsjewistische horden" en de "Heilige oorlog" (letterlijke woorden van maarschalk Mannerheim) tegen de USSR. De Finse bevolking werd in de loop van 1942 echter oorlogsmoe. Duitslands verliezen in 1943 deden veel Finnen van mening veranderen, zij wilden vrede. In 1943 werd daarom de pro-Duitse Witting vervangen door de neutrale Carl Ramsay.
Rolf Witting overleed in 1944.